# 六摆渡站
六摆渡站是一个京沪线上的铁路车站，位于江苏省镇江市润州区蒋乔街道六摆渡村，目前为四等站，邮政编码为212002。目前车站不办理客运业务；货运仅办理专用线、专用铁道整车货物发到业务，主要发送货品为石灰石和水渣。
车站在1958年上行区间复线化后设有7条到发线、客运房62.22平方米。车站东端为华东列车电站基地专用线、西端为船山矿专用线。

## 概要

### 历史
六摆渡站因沪宁铁路发送客流不断增长于1954年设站，车站位于六摆渡附近。因镇江为航运重地，由市区向西的运粮河每隔1.5公里便设有一个渡口，并以数字命名，六摆渡正好位于第六个渡口。同年车站下行方向至南门货站（现镇江东站）区间的复线铁路开工，但由于经济困难，复线工程搁置，仅修建了预留复线条件的外绕线，于1970年完工。之后六摆渡-镇江东的复线工程复建，1974年六摆渡-高资区间的复线化工程亦开始动工。1978年复线工程竣工，同时新线上的镇江新客站启用。
1958年11月，六摆渡车站划入镇江直属站管辖。1978年，车站被划入新成立的丹阳车务段管辖。2003年丹阳车务段被撤销后，车站重新改为镇江直属站管理；2006年镇江直属站合并至常州直属站；2010年沪宁城际铁路通车后改为苏州直属站管理，2011年再次被划为重新成立的镇江直属站管理。

### 专用线
车站设有专用线通往镇江船山石灰石矿。1962年中国冶金工业部决定在丹徒的船山地区建设石灰矿后，连接矿场和京沪铁路的专用线也由上海铁路局开始进行规划。专用线于1970年8月竣工，同年12月8日投入使用。除负责将矿山物资运输外，还负责附近丹徒县和句容县石灰石矿的矿石外运。